# Qualificazioni al campionato mondiale di calcio 2022 - UEFA
Le qualificazioni al campionato mondiale di calcio 2022 organizzate dall'UEFA hanno dato diritto a 13 squadre nazionali affiliate all'UEFA di accedere alla fase finale del campionato mondiale di calcio 2022.

## Regolamento
L'UEFA qualifica 13 nazionali alla fase finale dei Mondiali 2022.
Si è deciso di dividere le 55 nazionali che partecipano alle qualificazioni in dieci gruppi: cinque gironi da cinque squadre (gruppi A–E) e cinque gironi da sei squadre (gruppi F–J). Le prime classificate dei 10 gironi si qualificheranno direttamente alla fase finale. I restanti 3 posti verranno assegnati tramite spareggi ("semifinali" e "finali") tra le 10 seconde classificate e 2 formazioni dalla UEFA Nations League 2020-2021.
Il 18 giugno 2020 il Comitato Esecutivo UEFA ha approvato il regolamento del sorteggio per la fase a gironi di qualificazione. Le 55 squadre sono state suddivise in sei fasce in base alla classifica mondiale della FIFA di novembre 2020, dopo la conclusione della fase a gironi della UEFA Nations League 2020-2021. Il sorteggio, inizialmente previsto per il 29 novembre 2020, è stato posticipato al 7 dicembre 2020 a Zurigo e, a causa della pandemia di COVID-19, l'estrazione si è svolta come un evento virtuale senza la presenza di rappresentanti delle associazioni membri. I contenitori da 1 a 5 contenevano dieci squadre, mentre il 6 conteneva cinque squadre. Il sorteggio è iniziato con la fascia 1 e si è concluso con la fascia 6, da cui è stata estratta una squadra e assegnata al primo gruppo disponibile in ordine alfabetico. Pertanto, ogni gruppo di sei squadre ha contenuto una squadra da ciascuno delle sei urne, mentre ogni gruppo di cinque squadre ha contenuto una squadra da ciascuno delle prime cinque urne. Le seguenti limitazioni sono state applicate con l'assistenza del computer:
- Finaliste della UEFA Nations League: le quattro squadre che partecipano alla fase finale della UEFA Nations League 2020-2021, Italia, Francia, Belgio e Spagna, sono state sorteggiate in un girone con cinque squadre (Gruppi A–E).
- Scontri vietati: per motivi politici le partite tra le seguenti coppie di squadre sono considerate scontri vietati, e perciò le due squadre non sono state inserite nello stesso gruppo: Gibilterra-Spagna, Kosovo-Bosnia ed Erzegovina, Kosovo-Serbia, Kosovo-Russia e Russia-Ucraina.
- Luoghi invernali: un massimo di due squadre le cui sedi sono identificate come ad alto o medio rischio di condizioni invernali rigide possono essere inserite in ciascun gruppo: Bielorussia, Estonia, Fær Øer, Finlandia, Islanda, Lettonia, Lituania, Norvegia, Russia e Ucraina. Fær Øer e Islanda sono identificate ad alto rischio di condizioni invernali rigide, quindi non possono ospitare partite a marzo o novembre, e di conseguenza non possono essere sorteggiate insieme; per le altre sedi viene previsto il minor numero possibile di partite casalinghe a marzo e a novembre.
- Lunghe trasferte: in ogni gruppo è possibile inserire un massimo di una coppia di squadre identificate con una distanza di trasferta eccessiva: Azerbaigian con Islanda, Gibilterra e Portogallo; Islanda con Armenia, Cipro, Georgia e Israele; Kazakistan con Andorra, Inghilterra, Fær Øer, Francia, Gibilterra, Islanda, Malta, Irlanda del Nord, Portogallo, Irlanda, Scozia, Spagna, Italia e Galles.

In via straordinaria AFC e UEFA si sono accordate per includere il Qatar (paese ospitante) nel Gruppo A (composto da 5 squadre senza le finaliste di UEFA Nations League 2020-2021), che ha richiesto di essere inserita in una eliminatoria più competitiva in vista dei mondiali del 2022: le squadre europee di questo girone giocheranno delle amichevoli (andata e ritorno) con la nazionale asiatica al posto del turno di riposo. La nazionale asiatica giocherà le partite casalinghe in campo neutro in Europa per evitare trasferte onerose per le squadre di questo continente e nessuno dei suoi punteggi concorrerà alla formazione della classifica finale del Gruppo A. Questa situazione va ad aggiungersi agli altri tornei in cui la nazionale qatariota ha preso parte come "wild card", ossia la Copa América 2019 e la CONCACAF Gold Cup 2021.
A partire dalla quarta giornata della fase a gironi l'UEFA ha dato il via libera all'utilizzo del VAR.

## Fase a gironi

### Date
| Fase          | Turno            | Date                     |
| ------------- | ---------------- | ------------------------ |
| Fase a gironi | Prima giornata   | 24–25 marzo 2021         |
| Fase a gironi | Seconda giornata | 27–28 marzo 2021         |
| Fase a gironi | Terza giornata   | 30–31 marzo 2021         |
| Fase a gironi | Quarta giornata  | 1º–2 settembre 2021      |
| Fase a gironi | Quinta giornata  | 4–5 settembre 2021       |
| Fase a gironi | Sesta giornata   | 7–8 settembre 2021       |
| Fase a gironi | Settima giornata | 8–9 ottobre 2021         |
| Fase a gironi | Ottava giornata  | 11–12 ottobre 2021       |
| Fase a gironi | Nona giornata    | 11–13 novembre 2021      |
| Fase a gironi | Decima giornata  | 14–16 novembre 2021      |
| Spareggi      | Semifinali       | 24 marzo, 1º giugno 2022 |
| Spareggi      | Finali           | 29 marzo, 5 giugno 2022  |

### Fasce
| Urna 1 | Urna 2 | Urna 3 | Urna 4 | Urna 5 | Urna 6                                                                                     |
| --- | --- | --- | --- | --- | ------------------------------------------------------------------------------------------ |
| - Belgio (1) - Francia (2) - Inghilterra (4) - Portogallo (5) - Spagna (6) - Italia (10) - Croazia (11) - Danimarca (12) - Germania (13) - Paesi Bassi (14) | - Svizzera (16) - Galles (18) - Polonia (19) - Svezia (20) - Austria (23) - Ucraina (24) - Serbia (30) - Turchia (32) - Slovacchia (33) - Romania (37) | - Russia (39) - Ungheria (40) - Irlanda (42) - Rep. Ceca (42) - Norvegia (44) - Irlanda del Nord (45) - Islanda (46) - Scozia (48) - Grecia (53) - Finlandia (54) | - Bosnia ed Erzegovina (55) - Slovenia (62) - Montenegro (63) - Macedonia del Nord (65) - Albania (66) - Bulgaria (68) - Israele (87) - Bielorussia (88) - Georgia (89) - Lussemburgo (98) | - Armenia (99) - Cipro (100) - Fær Øer (107) - Azerbaigian (109) - Estonia (109) - Kosovo (117) - Kazakistan (122) - Lituania (129) - Lettonia (136) - Andorra (151) | - Malta (176) - Moldavia (177) - Liechtenstein (181) - Gibilterra (195) - San Marino (210) |

### Gruppo A
| Pos. | Squadra     | Pt | G | V | N | P | GF | GS | DR  |
| ---- | ----------- | -- | - | - | - | - | -- | -- | --- |
| 1.   | Serbia      | 20 | 8 | 6 | 2 | 0 | 18 | 9  | +9  |
| 2.   | Portogallo  | 17 | 8 | 5 | 2 | 1 | 17 | 6  | +11 |
| 3.   | Irlanda     | 9  | 8 | 2 | 3 | 3 | 11 | 8  | +3  |
| 4.   | Lussemburgo | 9  | 8 | 3 | 0 | 5 | 8  | 18 | -10 |
| 5.   | Azerbaigian | 1  | 8 | 0 | 1 | 7 | 5  | 18 | -13 |

|             | Portogallo (bandiera) | Serbia (bandiera) | Irlanda (bandiera) | Lussemburgo (bandiera) | Azerbaigian (bandiera) |
| ----------- | --------------------- | ----------------- | ------------------ | ---------------------- | ---------------------- |
| Portogallo  |                       | 1 - 2             | 2 - 1              | 5 - 0                  | 1 - 0                  |
| Serbia      | 2 - 2                 |                   | 3 - 2              | 4 - 1                  | 3 - 1                  |
| Irlanda     | 0 - 0                 | 1 - 1             |                    | 0 - 1                  | 1 - 1                  |
| Lussemburgo | 1 - 3                 | 0 - 1             | 0 - 3              |                        | 2 - 1                  |
| Azerbaigian | 0 - 3                 | 1 - 2             | 0 - 3              | 1 - 3                  |                        |

Nota: La UEFA ha invitato il Qatar a partecipare alle qualificazioni europee come parte dei preparativi per la Coppa del mondo, nella quale è Paese ospitante, ed è stata inserita nel gruppo A, ma i risultati non vengono conteggiati nella classifica finale. La nazionale asiatica, per ragioni logistiche, ha disputato gli incontri casalinghi in Europa, al Nagyerdei Stadion di Debrecen, in Ungheria.

### Gruppo B
| Pos. | Squadra | Pt | G | V | N | P | GF | GS | DR  |
| ---- | ------- | -- | - | - | - | - | -- | -- | --- |
| 1.   | Spagna  | 19 | 8 | 6 | 1 | 1 | 15 | 5  | +10 |
| 2.   | Svezia  | 15 | 8 | 5 | 0 | 3 | 12 | 6  | +6  |
| 3.   | Grecia  | 10 | 8 | 2 | 4 | 2 | 8  | 8  | 0   |
| 4.   | Georgia | 7  | 8 | 2 | 1 | 5 | 6  | 12 | -6  |
| 5.   | Kosovo  | 5  | 8 | 1 | 2 | 5 | 5  | 15 | -10 |

|         | Spagna (bandiera) | Svezia (bandiera) | Grecia (bandiera) | Georgia (bandiera) | Kosovo (bandiera) |
| ------- | ----------------- | ----------------- | ----------------- | ------------------ | ----------------- |
| Spagna  |                   | 1 - 0             | 1 - 1             | 4 - 0              | 3 - 1             |
| Svezia  | 2 - 1             |                   | 2 - 0             | 1 - 0              | 3 - 0             |
| Grecia  | 0 - 1             | 2 - 1             |                   | 1 - 1              | 1 - 1             |
| Georgia | 1 - 2             | 2 - 0             | 0 - 2             |                    | 0 - 1             |
| Kosovo  | 0 - 2             | 0 - 3             | 1 - 1             | 1 - 2              |                   |

### Gruppo C
| Pos. | Squadra          | Pt | G | V | N | P | GF | GS | DR  |
| ---- | ---------------- | -- | - | - | - | - | -- | -- | --- |
| 1.   | Svizzera         | 18 | 8 | 5 | 3 | 0 | 15 | 2  | +13 |
| 2.   | Italia           | 16 | 8 | 4 | 4 | 0 | 13 | 2  | +11 |
| 3.   | Irlanda del Nord | 9  | 8 | 2 | 3 | 3 | 6  | 7  | -1  |
| 4.   | Bulgaria         | 8  | 8 | 2 | 2 | 4 | 6  | 14 | -8  |
| 5.   | Lituania         | 3  | 8 | 1 | 0 | 7 | 4  | 19 | -15 |

|                  | Italia (bandiera) | Svizzera (bandiera) | Irlanda del Nord (bandiera) | Bulgaria (bandiera) | Lituania (bandiera) |
| ---------------- | ----------------- | ------------------- | --------------------------- | ------------------- | ------------------- |
| Italia           |                   | 1 - 1               | 2 - 0                       | 1 - 1               | 5 - 0               |
| Svizzera         | 0 - 0             |                     | 2 - 0                       | 4 - 0               | 1 - 0               |
| Irlanda del Nord | 0 - 0             | 0 - 0               |                             | 0 - 0               | 1 - 0               |
| Bulgaria         | 0 - 2             | 1 - 3               | 2 - 1                       |                     | 1 - 0               |
| Lituania         | 0 - 2             | 0 - 4               | 1 - 4                       | 3 - 1               |                     |

### Gruppo D
| Pos. | Squadra              | Pt | G | V | N | P | GF | GS | DR  |
| ---- | -------------------- | -- | - | - | - | - | -- | -- | --- |
| 1.   | Francia              | 18 | 8 | 5 | 3 | 0 | 18 | 3  | +15 |
| 2.   | Ucraina              | 12 | 8 | 2 | 6 | 0 | 11 | 8  | +3  |
| 3.   | Finlandia            | 11 | 8 | 3 | 2 | 3 | 10 | 10 | 0   |
| 4.   | Bosnia ed Erzegovina | 7  | 8 | 1 | 4 | 3 | 9  | 12 | -3  |
| 5.   | Kazakistan           | 3  | 8 | 0 | 3 | 5 | 5  | 20 | -15 |

|                      | Francia (bandiera) | Ucraina (bandiera) | Finlandia (bandiera) | Bosnia ed Erzegovina (bandiera) | Kazakistan (bandiera) |
| -------------------- | ------------------ | ------------------ | -------------------- | ------------------------------- | --------------------- |
| Francia              |                    | 1 - 1              | 2 - 0                | 1 - 1                           | 8 - 0                 |
| Ucraina              | 1 - 1              |                    | 1 - 1                | 1 - 1                           | 1 - 1                 |
| Finlandia            | 0 - 2              | 1 - 2              |                      | 2 - 2                           | 1 - 0                 |
| Bosnia ed Erzegovina | 0 - 1              | 0 - 2              | 1 - 3                |                                 | 2 - 2                 |
| Kazakistan           | 0 - 2              | 2 - 2              | 0 - 2                | 0 - 2                           |                       |

### Gruppo E
| Pos. | Squadra     | Pt | G | V | N | P | GF | GS | DR  |
| ---- | ----------- | -- | - | - | - | - | -- | -- | --- |
| 1.   | Belgio      | 20 | 8 | 6 | 2 | 0 | 25 | 6  | +19 |
| 2.   | Galles      | 15 | 8 | 4 | 3 | 1 | 14 | 9  | +5  |
| 3.   | Rep. Ceca   | 14 | 8 | 4 | 2 | 2 | 14 | 9  | +5  |
| 4.   | Estonia     | 4  | 8 | 1 | 1 | 6 | 9  | 21 | -12 |
| 5.   | Bielorussia | 3  | 8 | 1 | 0 | 7 | 7  | 24 | -17 |

|             | Belgio (bandiera) | Galles (bandiera) | Rep. Ceca (bandiera) | Bielorussia (bandiera) | Estonia (bandiera) |
| ----------- | ----------------- | ----------------- | -------------------- | ---------------------- | ------------------ |
| Belgio      |                   | 3 - 1             | 3 - 0                | 8 - 0                  | 3 - 1              |
| Galles      | 1 - 1             |                   | 1 - 0                | 5 - 1                  | 0 - 0              |
| Rep. Ceca   | 1 - 1             | 2 - 2             |                      | 1 - 0                  | 2 - 0              |
| Bielorussia | 0 - 1             | 2 - 3             | 0 - 2                |                        | 4 - 2              |
| Estonia     | 2 - 5             | 0 - 1             | 2 - 6                | 2 - 0                  |                    |

### Gruppo F
| Pos. | Squadra   | Pt | G  | V | N | P | GF | GS | DR  |
| ---- | --------- | -- | -- | - | - | - | -- | -- | --- |
| 1.   | Danimarca | 27 | 10 | 9 | 0 | 1 | 30 | 3  | +27 |
| 2.   | Scozia    | 23 | 10 | 7 | 2 | 1 | 17 | 7  | +10 |
| 3.   | Israele   | 16 | 10 | 5 | 1 | 4 | 23 | 21 | +2  |
| 4.   | Austria   | 16 | 10 | 5 | 1 | 4 | 19 | 17 | +2  |
| 5.   | Fær Øer   | 4  | 10 | 1 | 1 | 8 | 7  | 23 | -16 |
| 6.   | Moldavia  | 1  | 10 | 0 | 1 | 9 | 5  | 30 | -25 |

|           | Danimarca (bandiera) | Austria (bandiera) | Scozia (bandiera) | Israele (bandiera) | Fær Øer (bandiera) | Moldavia (bandiera) |
| --------- | -------------------- | ------------------ | ----------------- | ------------------ | ------------------ | ------------------- |
| Danimarca |                      | 1 - 0              | 2 - 0             | 5 - 0              | 3 - 1              | 8 - 0               |
| Austria   | 0 - 4                |                    | 0 - 1             | 4 - 2              | 3 - 1              | 4 - 1               |
| Scozia    | 2 - 0                | 2 - 2              |                   | 3 - 2              | 4 - 0              | 1 - 0               |
| Israele   | 0 - 2                | 5 - 2              | 1 - 1             |                    | 3 - 2              | 2 - 1               |
| Fær Øer   | 0 - 1                | 0 - 2              | 0 - 1             | 0 - 4              |                    | 2 - 1               |
| Moldavia  | 0 - 4                | 0 - 2              | 0 - 2             | 1 - 4              | 1 - 1              |                     |

### Gruppo G
| Pos. | Squadra     | Pt | G  | V | N | P  | GF | GS | DR  |
| ---- | ----------- | -- | -- | - | - | -- | -- | -- | --- |
| 1.   | Paesi Bassi | 23 | 10 | 7 | 2 | 1  | 33 | 8  | +25 |
| 2.   | Turchia     | 21 | 10 | 6 | 3 | 1  | 27 | 16 | +11 |
| 3.   | Norvegia    | 18 | 10 | 5 | 3 | 2  | 15 | 8  | +7  |
| 4.   | Montenegro  | 12 | 10 | 3 | 3 | 4  | 14 | 15 | -1  |
| 5.   | Lettonia    | 9  | 10 | 2 | 3 | 5  | 11 | 14 | -3  |
| 6.   | Gibilterra  | 0  | 10 | 0 | 0 | 10 | 4  | 43 | -39 |

|             | Paesi Bassi (bandiera) | Turchia (bandiera) | Norvegia (bandiera) | Montenegro (bandiera) | Lettonia (bandiera) | Gibilterra (bandiera) |
| ----------- | ---------------------- | ------------------ | ------------------- | --------------------- | ------------------- | --------------------- |
| Paesi Bassi |                        | 6 - 1              | 2 - 0               | 4 - 0                 | 2 - 0               | 6 - 0                 |
| Turchia     | 4 - 2                  |                    | 1 - 1               | 2 - 2                 | 3 - 3               | 6 - 0                 |
| Norvegia    | 1 - 1                  | 0 - 3              |                     | 2 - 0                 | 0 - 0               | 5 - 1                 |
| Montenegro  | 2 - 2                  | 1 - 2              | 0 - 1               |                       | 0 - 0               | 4 - 1                 |
| Lettonia    | 0 - 1                  | 1 - 2              | 0 - 2               | 1 - 2                 |                     | 3 - 1                 |
| Gibilterra  | 0 - 7                  | 0 - 3              | 0 - 3               | 0 - 3                 | 1 - 3               |                       |

### Gruppo H
| Pos. | Squadra    | Pt | G  | V | N | P | GF | GS | DR  |
| ---- | ---------- | -- | -- | - | - | - | -- | -- | --- |
| 1.   | Croazia    | 23 | 10 | 7 | 2 | 1 | 21 | 4  | +17 |
| 2.   | Russia     | 22 | 10 | 7 | 1 | 2 | 19 | 6  | +13 |
| 3.   | Slovacchia | 14 | 10 | 3 | 5 | 2 | 17 | 10 | +7  |
| 4.   | Slovenia   | 14 | 10 | 4 | 2 | 4 | 13 | 12 | +1  |
| 5.   | Cipro      | 5  | 10 | 1 | 2 | 7 | 4  | 21 | -17 |
| 6.   | Malta      | 5  | 10 | 1 | 2 | 7 | 9  | 30 | -21 |

|            | Croazia (bandiera) | Slovacchia (bandiera) | Russia (bandiera) | Slovenia (bandiera) | Cipro (bandiera) | Malta (bandiera) |
| ---------- | ------------------ | --------------------- | ----------------- | ------------------- | ---------------- | ---------------- |
| Croazia    |                    | 2 - 2                 | 1 - 0             | 3 - 0               | 1 - 0            | 3 - 0            |
| Slovacchia | 0 - 1              |                       | 2 - 1             | 2 - 2               | 2 - 0            | 2 - 2            |
| Russia     | 0 - 0              | 1 - 0                 |                   | 2 - 1               | 6 - 0            | 2 - 0            |
| Slovenia   | 1 - 0              | 1 - 1                 | 1 - 2             |                     | 2 - 1            | 1 - 0            |
| Cipro      | 0 - 3              | 0 - 0                 | 0 - 2             | 1 - 0               |                  | 2 - 2            |
| Malta      | 1 - 7              | 0 - 6                 | 1 - 3             | 0 - 4               | 3 - 0            |                  |

Nota: Il 28 febbraio 2022, a seguito dell'invasione russa dell'Ucraina, la FIFA sospende la Russia dalla partecipazione a tutte le competizioni.

### Gruppo I
| Pos. | Squadra     | Pt | G  | V | N | P  | GF | GS | DR  |
| ---- | ----------- | -- | -- | - | - | -- | -- | -- | --- |
| 1.   | Inghilterra | 26 | 10 | 8 | 2 | 0  | 39 | 3  | +36 |
| 2.   | Polonia     | 20 | 10 | 6 | 2 | 2  | 30 | 11 | +19 |
| 3.   | Albania     | 18 | 10 | 6 | 0 | 4  | 12 | 12 | 0   |
| 4.   | Ungheria    | 17 | 10 | 5 | 2 | 3  | 19 | 13 | +6  |
| 5.   | Andorra     | 6  | 10 | 2 | 0 | 8  | 8  | 24 | -16 |
| 6.   | San Marino  | 0  | 10 | 0 | 0 | 10 | 1  | 46 | -45 |

|             | Inghilterra (bandiera) | Polonia (bandiera) | Ungheria (bandiera) | Albania (bandiera) | Andorra (bandiera) | San Marino (bandiera) |
| ----------- | ---------------------- | ------------------ | ------------------- | ------------------ | ------------------ | --------------------- |
| Inghilterra |                        | 2 - 1              | 1 - 1               | 5 - 0              | 4 - 0              | 5 - 0                 |
| Polonia     | 1 - 1                  |                    | 1 - 2               | 4 - 1              | 3 - 0              | 5 - 0                 |
| Ungheria    | 0 - 4                  | 3 - 3              |                     | 0 - 1              | 2 - 1              | 4 - 0                 |
| Albania     | 0 - 2                  | 0 - 1              | 1 - 0               |                    | 1 - 0              | 5 - 0                 |
| Andorra     | 0 - 5                  | 1 - 4              | 1 - 4               | 0 - 1              |                    | 2 - 0                 |
| San Marino  | 0 - 10                 | 1 - 7              | 0 - 3               | 0 - 2              | 0 - 3              |                       |

### Gruppo J
| Pos. | Squadra            | Pt | G  | V | N | P | GF | GS | DR  |
| ---- | ------------------ | -- | -- | - | - | - | -- | -- | --- |
| 1.   | Germania           | 27 | 10 | 9 | 0 | 1 | 36 | 4  | +32 |
| 2.   | Macedonia del Nord | 18 | 10 | 5 | 3 | 2 | 23 | 11 | +12 |
| 3.   | Romania            | 17 | 10 | 5 | 2 | 3 | 13 | 8  | +5  |
| 4.   | Armenia            | 12 | 10 | 3 | 3 | 4 | 9  | 20 | -11 |
| 5.   | Islanda            | 9  | 10 | 2 | 3 | 5 | 12 | 18 | -6  |
| 6.   | Liechtenstein      | 1  | 10 | 0 | 1 | 9 | 2  | 34 | -32 |

|                    | Germania (bandiera) | Romania (bandiera) | Islanda (bandiera) | Macedonia del Nord (bandiera) | Armenia (bandiera) | Liechtenstein (bandiera) |
| ------------------ | ------------------- | ------------------ | ------------------ | ----------------------------- | ------------------ | ------------------------ |
| Germania           |                     | 2 - 1              | 3 - 0              | 1 - 2                         | 6 - 0              | 9 - 0                    |
| Romania            | 0 - 1               |                    | 0 - 0              | 3 - 2                         | 1 - 0              | 2 - 0                    |
| Islanda            | 0 - 4               | 0 - 2              |                    | 2 - 2                         | 1 - 1              | 4 - 0                    |
| Macedonia del Nord | 0 - 4               | 0 - 0              | 3 - 1              |                               | 0 - 0              | 5 - 0                    |
| Armenia            | 1 - 4               | 3 - 2              | 2 - 0              | 0 - 5                         |                    | 1 - 1                    |
| Liechtenstein      | 0 - 2               | 0 - 2              | 1 - 4              | 0 - 4                         | 0 - 1              |                          |

## Turno di spareggio
Dodici squadre accedono agli spareggi. Il sorteggio si è tenuto il 26 novembre 2021 a Zurigo, in Svizzera. A differenza delle precedenti edizioni, non tutte le partecipanti sono decise esclusivamente sui risultati del primo turno. Due dei dodici posti sono stati assegnati sulla base della classifica generale della UEFA Nations League 2020-2021. Le 12 squadre sono state divise in 3 gruppi da 4 squadre, dove si sono affrontate in gare a eliminazione diretta (semifinali e finale), e le tre vincitrici si sono qualificate al mondiale.

### Seconde classificate
Le dieci seconde classificate del primo turno UEFA si sono qualificate agli spareggi. In questa classifica si escludono i punti ottenuti contro la sesta classificata dei gironi composti da sei squadre, per un totale di otto incontri per squadra. In base ai risultati della fase a gironi di qualificazione, le sei squadre meglio classificate sono state teste di serie, mentre le ultime quattro non sono state teste di serie nel sorteggio delle semifinali.
| Pos. | Gr | Squadra            | Pt | G | V | N | P | GF | GS | DR  |
| ---- | -- | ------------------ | -- | - | - | - | - | -- | -- | --- |
| 1.   | A  | Portogallo         | 17 | 8 | 5 | 2 | 1 | 17 | 6  | +11 |
| 2.   | F  | Scozia             | 17 | 8 | 5 | 2 | 1 | 14 | 7  | +7  |
| 3.   | C  | Italia             | 16 | 8 | 4 | 4 | 0 | 13 | 2  | +11 |
| 4.   | H  | Russia             | 16 | 8 | 5 | 1 | 2 | 14 | 5  | +9  |
| 5.   | B  | Svezia             | 15 | 8 | 5 | 0 | 3 | 12 | 6  | +6  |
| 6.   | E  | Galles             | 15 | 8 | 4 | 3 | 1 | 14 | 9  | +5  |
| 7.   | G  | Turchia            | 15 | 8 | 4 | 3 | 1 | 18 | 16 | +2  |
| 8.   | I  | Polonia            | 14 | 8 | 4 | 2 | 2 | 18 | 10 | +8  |
| 9.   | J  | Macedonia del Nord | 12 | 8 | 3 | 3 | 2 | 14 | 11 | +3  |
| 10.  | D  | Ucraina            | 12 | 8 | 2 | 6 | 0 | 11 | 8  | +3  |

Legenda:
      Teste di serie
      Non teste di serie

### Vincitori dei gironi della UEFA Nations League
In base alla classifica generale della UEFA Nations League 2020-2021, le due migliori vincitrici dei gironi della Nations League che sono finite fuori dalle prime due del loro gruppo di qualificazione accedono agli spareggi e non sono state teste di serie nel sorteggio delle semifinali.
| \| UNL \| Rank \| Squadra \| Gruppo \| \| --- \| ---- \| ---------- \| ------ \| \| A \| 1 \| Francia \| D \| \| A \| 2 \| Spagna \| B \| \| A \| 3 \| Italia \| C \| \| A \| 4 \| Belgio \| E \| \| B \| 17 \| Galles \| E \| \| B \| 18 \| Austria \| F \| \| B \| 19 \| Rep. Ceca \| E \| \| B \| 20 \| Ungheria \| I \| \| C \| 33 \| Slovenia \| H \| \| C \| 34 \| Montenegro \| G \| \| C \| 35 \| Albania \| I \| \| C \| 36 \| Armenia \| J \| \| D \| 49 \| Gibilterra \| G \| \| D \| 50 \| Fær Øer \| F \| |      |            |        |
| UNL | Rank | Squadra    | Gruppo |
| A | 1    | Francia    | D      |
| A | 2    | Spagna     | B      |
| A | 3    | Italia     | C      |
| A | 4    | Belgio     | E      |
| B | 17   | Galles     | E      |
| B | 18   | Austria    | F      |
| B | 19   | Rep. Ceca  | E      |
| B | 20   | Ungheria   | I      |
| C | 33   | Slovenia   | H      |
| C | 34   | Montenegro | G      |
| C | 35   | Albania    | I      |
| C | 36   | Armenia    | J      |
| D | 49   | Gibilterra | G      |
| D | 50   | Fær Øer    | F      |

Legenda:
      Qualificate alla fase finale
      Qualificate agli spareggi come seconde nel girone di qualificazione
      Qualificate agli spareggi tramite la UEFA Nations League
      Eliminate

### Fasce
| Nazionale  | Pos. |
| ---------- | ---- |
| Portogallo | 1.   |
| Scozia     | 2.   |
| Italia     | 3.   |
| Russia     | 4.   |
| Svezia     | 5.   |
| Galles     | 6.   |

| Nazionale          | Pos.   |
| ------------------ | ------ |
| Turchia            | 7.     |
| Polonia            | 8.     |
| Macedonia del Nord | 9.     |
| Ucraina            | 10.    |
| Austria            | UNL18. |
| Rep. Ceca          | UNL19. |

### Effetti dell'invasione russa dell'Ucraina
Il Percorso A e il Percorso B sono stati influenzati dall'invasione russa dell'Ucraina, la quale è iniziata il 24 febbraio 2022, un mese prima delle semifinali.
La FIFA sospende la Russia dalla partecipazione a tutte le competizioni il 28 febbraio, annunciando l'8 marzo che l'avversario della semifinale, la Polonia, è automaticamente qualificata alla finale del Percorso B. La Federazione calcistica della Russia annuncia il ricorso al TAS contro l'esclusione dalle competizioni. La richiesta di revoca temporanea dalle competizioni viene respinta. La FIFA aveva inizialmente stabilito che la Russia avrebbe dovuto competere sotto il nome "Federazione calcistica della Russia", in inglese Football Union of Russia (RFU), senza la propria bandiera e l'inno nazionale, e avrebbe dovuto giocare gli incontri casalinghi in campo neutro senza spettatori. Le Federazioni di Rep. Ceca, Polonia e Svezia facenti parte dello stesso Percorso avevano già espresso la volontà di non giocare alcuna partita in Russia, prima di rifiutarsi del tutto di giocare contro la Russia, anche in campo neutro. Le tre Federazioni sono rimaste ferme nella loro decisione di non affrontare la Russia anche dopo quanto stabilito dalla FIFA.
Nel Percorso A, la Federazione calcistica dell'Ucraina presenta una richiesta alla FIFA per posticipare la semifinale contro la Scozia. L'8 marzo 2022 la FIFA posticipa la semifinale tra Scozia e Ucraina a giugno, con la finale riprogrammata nello stesso mese. L'altra semifinale tra Galles e Austria rimane programmata nella stessa data.

### Risultati

#### Percorso A
| Squadra 1  | Risultato | Squadra 2 |
| ---------- | --------- | --------- |
| Semifinali |           |           |
| Scozia     | 1 - 3     | Ucraina   |
| Galles     | 2 - 1     | Austria   |
| Finale     |           |           |
| Galles     | 1 - 0     | Ucraina   |

#### Percorso B
| Squadra 1  | Risultato   | Squadra 2 |
| ---------- | ----------- | --------- |
| Semifinali |             |           |
| Russia     | Annullata   | Polonia   |
| Svezia     | 1 - 0 (dts) | Rep. Ceca |
| Finale     |             |           |
| Polonia    | 2 - 0       | Svezia    |

#### Percorso C
| Squadra 1  | Risultato | Squadra 2          |
| ---------- | --------- | ------------------ |
| Semifinali |           |                    |
| Italia     | 0 - 1     | Macedonia del Nord |
| Portogallo | 3 - 1     | Turchia            |
| Finale     |           |                    |
| Portogallo | 2 - 0     | Macedonia del Nord |